# Peseta IV
PESETA (Projection of Economic impacts of climate change in Sectors of the European Union based on bottom-up Analysis) ist ein Forschungsprojekt der EU.
Peseta I ist abgeschlossen; Peseta II bis IV noch nicht.
Das Projekt schätzt (mit Hilfe von bottom-up-Analysen und sektoralen Bewertungen) die monetären Folgen der globalen Erwärmung für die 25 Mitgliedsstaaten der Europäischen Union (EU-25) sowie für Rumänien, Bulgarien und die Türkei Europa ab.
Ziel des Projekts ist es, das Wissen über den Nutzen einer anspruchsvollen Klimapolitik zu erweitern, weil eine umfassende, systematische und in sich geschlossene Bewertung des finanziellen Schadens des Klimawandels für die verschiedenen Sektoren in Europa noch nicht verfügbar ist. Dafür werden sektorbezogen und sektorübergreifend die finanziellen Folgen des Klimawandels in Europa erforscht. Folgende Sektoren bzw. Handlungsbereiche stehen im Fokus: Küstenzonen und -systeme, Energiebedarf, menschliche Gesundheit, Landwirtschaft, Tourismus und Überflutungen.

## Projektbeschreibung
Das Umweltbundesamt skizzierte 2015 das Vorgehen so:
Schritt 1: Klimawandel verstehen und beschreiben
Die Klimadaten werden aus dem europäischen Forschungsprojekt PRUDENCE übernommen. Es werden globale hochauflösende Klimaszenarien mit den Emissionsszenarien A2 und B2 des Intergovernmental Panel on Climate Change (⁠IPCC⁠) verwendet. Für den Zeithorizont 2011-2040 wird das regionale ⁠Klimamodell⁠ RCA3 (vom Rossby Centre - SMHI) mit den Randbedingungen aus dem globalen Modell ECHAM4 unter Berücksichtigung des Szenarios A2 verwendet. Für den Zeithorizont 2071-2100 werden die beiden regionalen Klimamodelle HIRHAM (vom Danish Meteorological Institute - ⁠DMI⁠) und RCAO (vom SMHI) und die zwei globalen Modelle ECHAM4, welches mit dem Ozeanmodell OPYC3 gekoppelt ist, und HadAM3H, welches hinsichtlich der Meeresoberflächentemperaturen mit dem Modell HadCM3 gekoppelt ist, benutzt. Temperaturanstieg für ⁠Emissionsszenario⁠ A2 bis 2071-2100 +3°C und für Emissionsszenario B2 +2.2°C.
- Parameter (Klimasignale)
  - Veränderte Niederschlagsmuster
  - Höhere mittlere Temperaturen

- Weitere Zeitangaben : 2011-2040 und 2071-2100 im Vergleich zu 1961-1990

Schritt 2a: Risiken erkennen und bewerten (Klimafolgen/-wirkungen)
Analyseansatz
⁠Klimafolgen⁠ für die Landwirtschaft sind veränderte Erträge, die - je nach Modell und ⁠Szenario⁠ - für Süd- und Westeuropa um über 10% sowie für Zentral und Nordosteuropa zwischen 0 und 5% abnehmen können, während für Nordeuropa eine Steigerung um mehr als 15% möglich ist.
Für den Tourismus können Klimafolgen zu einer veränderte Eignung und Attraktivität der touristischen Zielgebiete führen. Die klimatische Eignung für den Sommertourismus kann durch den "Tourism Climate Index" (TCI) ausgedrückt werden, der klimatische Faktoren wie Temperatur, Luftfeuchtigkeit, Sonnenscheindauer, Regen und Wind umfasst. Die Eignung für den Sommertourismus nimmt insbesondere in Südeuropa ab, während sie für Nordeuropa leicht zunimmt. Die Attraktivität im Frühjahr und Herbst nimmt überall zu.
Klimafolgen im Bereich der menschlichen Gesundheit entstehen durch veränderte Todesraten, die im Sommer zunehmen (insbesondere Südeuropa) und im Winter abnehmen (insbesondere Osteuropa) können.
Für die 100-jährlichen Abflüsse großer europäischer Flüsse kann hinsichtlich der Klimafolgen festgestellt werden, dass in großen Teilen Europas die Häufigkeit extremer Abflüsse zunimmt, in einigen Bereichen aber auch abnimmt (v. a. Nordosteuropa). Für die Küstenzonen entstehen Klimafolgen insbesondere durch einen ansteigenden Meeresspiegel, wodurch es zu Überflutungsschäden, Feuchtgebietsverlusten, größerer ⁠Erosion⁠, Salzwassereintrag ins Grundwasser und steigenden Wasserständen im Binnenland kommen kann. Direkte Schäden sowie Überflutungsflächen und Erosionsmechanismen werden mit dem im Projekt DINAS-COAST entwickelten DIVA-Modell simuliert. Ohne Anpassungsmaßnahmen können die Schadenshöhen stark ansteigen.
Schritt 3: Maßnahmen entwickeln und vergleichen
- 2011–2040 (nahe Zukunft)
- 2071–2100 (ferne Zukunft)

Politikrelevanter Zeithorizont sind die 2020er Jahre.
Im Projekt werden zusätzlich die 2080er Jahre betrachtet.
Schritt 4: Maßnahmen planen und umsetzen
Das Projekt beschäftigt sich in erster Linie mit der ökonomischen Folgenbewertung des Klimawandels. Hierfür werden zum Teil für einige Sektoren Fälle mit und ohne Anpassung verglichen.